# Староселье (Новоржевский район)
Староселье — деревня в Новоржевском районе Псковской области России. Входит в состав Вехнянской волости.

## География
Деревня находится в центральной части Псковской области, в зоне хвойно-широколиственных лесов, на правом берегу реки Вержи, на расстоянии примерно 1 километра (по прямой) к западу от города Новоржева, административного центра района.

### Климат
Климат характеризуется как умеренно континентальный, влажный. Среднегодовая температура воздуха — 4,6 °С. Средняя многолетняя температура самого холодного месяца (января) составляет −7,8 °С, средняя температура самого тёплого (июля) — +17,4°С. Продолжительность безморозного периода составляет около 135 дней. Среднегодовое количество осадков — 585 мм. Снежный покров держится в течение 110 дней.

### Часовой пояс
Деревня Староселье, как и вся Псковская область, находится в часовой зоне МСК (московское время). Смещение применяемого времени относительно UTC составляет +3:00.

## Население
| 2001 | 2002 | 2010 |
| ---- | ---- | ---- |
| 27   | ↘19  | ↗23  |

Согласно результатам переписи 2002 года, в национальной структуре населения русские составляли 100 %.